# 长生圳
长生圳位于江西省上饶市婺源县（旧属安徽省徽州府）浙源乡虹关村。
长生圳作为虹关村古建群的子项目，已列为婺源县文物保护单位。